# 粉叶沿阶草
粉叶沿阶草（学名：Ophiopogon chingii var. glaucifolius）为百合科沿阶草属下的一个变种。

## 扩展阅读
- 維基物種上的相關：粉叶沿阶草